# 萱瀬村
萱瀬村（かやぜむら）は、長崎県東彼杵郡南部の内陸部にあった村。戦時中の1942年（昭和17年）、東彼杵郡南部の各町村と合併を行い市制施行、大村市となった。
現在の大村市萱瀬地区にあたる。

## 地理
- 山：経ヶ岳、五家原岳、遠目山、琴平岳
- 河川：郡川、南ノ川内川

## 沿革
『大村郷村記』によれば、近世初頭の萱瀬村は「皆是村」と記したとされる。これは大村藩領が阿弥陀仏四十八願にならって48ヶ村に分けられ、領内検地において当村域が最後に検地されたことから、仏典の「皆是阿弥陀」にちなんで皆是村と称したと伝えられ、後に大村藩主大村純長の代に村名を「萱瀬村」に改めたとしている。
- 1889年（明治22年）4月1日 - 町村制施行により、東彼杵郡萱瀬村が単独村制にて発足。
- 1942年（昭和17年）2月11日 - 大村町・福重村・萱瀬村・松原村・鈴田村・三浦村が合併し市制施行。大村市が発足し、萱瀬村は自治体として消滅。

## 地名
郷を行政区域とする。萱瀬村は1889年の町村制施行時に単独で自治体として発足したため、大字は無し。
- 荒瀬郷
- 黒木郷
- 田下郷
- 中岳郷
- 原郷
- 宮代郷（みやだい）

## 名所・旧跡
- 中岳砦跡
- 中岳原古戦場